# Musakaloti, Sira
Musakaloti là một làng thuộc tehsil Sira, huyện Tumkur, bang Karnataka, Ấn Độ.